# 查馬克·法拉屋樂
查馬克·法拉屋樂（排灣語：Camake Valaule，1979年2月5日—2021年8月19日），出身臺灣屏東縣來義鄉丹林部落，為排灣族人。查馬克曾任屏東縣泰武國小教導主任、古謠傳唱隊指導老師、體育老師。查馬克主動收集排灣族古調，成立古謠傳唱隊傳承排灣文化。2019年，出演公視電視劇《斯卡羅》，在劇中扮演十九世紀中葉瑯𤩝地區（今屏東恆春）斯卡羅酋邦大股頭卓杞篤，並入圍第57屆金鐘獎戲劇節目男主角獎。
2021年8月19日，查馬克因淋巴癌病逝，享年42歲；家屬於8月24日舉行告別式。

## 生平
查馬克·法拉屋樂為來自屏東來義的排灣族，小時候爺爺與住隔壁的VuVu就時常在身旁傳唱，爺爺在他每天睡前以歌唱方式講授神話故事。
查馬克自承小時候並沒特別愛唱歌，“最愛的是刺繡、做器具等各種要動手的東西”。父親在國小任教，對於小時候調皮愛玩的查馬克採開放態度。
曾經跟長輩睡過工寮，查馬克曾一度想當建築師，並推甄上淡江大學建築系。在父親勸他對未來生活出路多加考慮後，查馬克轉而參與大學聯考，而就讀台東師範學院。求學期間加入校內的「杵音文化藝術團」而接觸到大量的原住民歌舞，進而在他心中種下收集排灣古調的念頭。
2003年，查馬克被分發到泰武國小任教。當時，查馬克被校長要求指導四年級學生Lumasan歌唱技巧，Lumasan在當年度全國傳統歌謠獨唱組比賽奪得冠軍。這也勾起查馬克大學時想過蒐集古謠的念頭。
查馬克開始到佳興、泰武部落收集、學唱VuVu（老人家）才會的古調，傳授給班上的五名學生。在採集佳興部落古謠過程中，查馬克才驚訝發現，原來自己的奶奶是當年部落人稱最會唱情歌的歌后。然而，回頭找奶奶收集歌謠時，奶奶卻固守原則，認為古謠情歌的想法跟情感只適合在婚前唱，而不肯開口。
藉由午休播放採集到的古謠，讓孩子喜歡上部落的歌。後來，查馬克與學生多次受邀演出，2005年參與錄製《祖靈天韻》專輯。2006年錄製《唱一首好聽的歌》專輯，入圍第18屆金曲獎最佳原住民語專輯獎。
2006年，在校長支持下，泰武國小古謠傳唱隊正式成立。
查馬克本身並不認識樂理、看不懂簡譜，在採集古謠過程中，透過錄音筆、筆記本，將老人家唱的古謠錄下來，逐句記下歌詞意思。返家後再反覆練習，透過土法煉鋼學會四十多首古調歌謠。
2009年，莫拉克風災後，泰武國小遷至北大武山腳下。當年6月，古調傳唱隊遠赴歐洲四國表演。之後更多國家競相邀演。在NHK“Amazing Voice 驚異の歌聲”，獲得全球觀眾票選第五名。
除了古謠傳唱，查馬克亦致力推動原住民教材，並參與規劃設計泰武國小幼兒園，以“排灣族石板屋”建築而成，嘗試將排灣文化向下扎根。
2012年，泰武部落豐年祭，耆老向查馬克表示：迎靈儀式的領唱就交給泰武傳唱隊。獲得了長輩的肯定。
2014年，泰武古謠傳唱隊《歌·飛過群山》獲得第25屆金曲獎最佳原住民語專輯獎。同年，查馬克獲頒東元獎。2017年，查馬克獲頒教育部師鐸獎。
2016年起屏東縣政府推出“斜坡上的藝術節”，擔任藝術總監，佳評如潮，一年比一年盛大，成為屏東知名活動品牌。
2020年，查馬克受邀參與公視史詩戲劇《斯卡羅》的演出，由於公立學校教師不得兼職，因此查馬克此次拍戲只能請公假，無法領片酬。
2021年7月，返回教師崗位的查馬克病情突然惡化。同年8月19日，在兒子樂可艾‧法拉屋樂出發前往出席總統教育獎頒獎典禮後病逝，享年42歲。樂可艾‧法拉屋樂於次日獲頒總統教育獎。
2023年獲頒第34屆傳藝金曲獎音樂類特別獎。

## 演出作品

### 電視劇
| 年份   | 播放平台       | 劇名                 | 飾演         | 導演   | 性質     | 備註               |
| 2011年 | 原住民族電視台 | 《查馬克的飛行吐司》 | 查馬克的父親 | 王傳宗 | 其他角色 | 首部電視單元劇作品 |
| 2021年 | 公視、Netflix  | 《斯卡羅》           | 卓杞篤       | 曹瑞原 | 主要角色 | 首部長篇電視劇作品 |

### 電影
| 年份   | 劇名               | 飾演           | 導演   | 性質         | 備註 |
| 2021年 | 《轉彎之後》       | 部落雜貨店老闆 | 黃千殷 | 首部電影作品 |      |
| 2021年 | 《斜坡上的老歌手》 | 自己           | 吳星螢 | 紀錄片       |      |

## 音樂作品

### 專輯
| 年份   | 作品                                                 | 備註 |
| 2005年 | 《祖靈天韻》                                         |      |
| 2006年 | 泰武國小排灣古謠合唱團《唱一首好聽的歌》             |      |
| 2011年 | 泰武國小古謠傳唱隊《歌開始的地方》                   |      |
| 2013年 | 泰武古謠傳唱 Taiwu Ancient Ballads《歌·飛過群山》    |      |
| 2022年 | 泰武古謠傳唱 Taiwu Ancient Ballads《誰在vuvu家唱歌》 |      |

### 單曲
| 年份   | 作品                | 備註                      |
| 2010年 | 快樂天堂(純真版)    | 《快樂天堂 滾石30》專輯   |
| 2013年 | 璀璨綺想曲          |                           |
| 2014年 | 100分的朋友         | 林育羣《100分的朋友》專輯 |
| 2017年 | 在雨林唱歌          |                           |
| 2019年 | 祝你聖誕快樂 布丁版 | LINE MUSIC x 泰武國小     |
| 2020年 | 祝你聖誕快樂 布丁版 |                           |

## 獎項紀錄
| 年份   | 屆次                       | 作品                                              | 獎項                     | 入圍                                              | 結果 |
| ------ | -------------------------- | ------------------------------------------------- | ------------------------ | ------------------------------------------------- | ---- |
| 2006年 | 第18屆流行音樂金曲獎       | 泰武國小排灣古謠合唱團《唱一首好聽的歌》          | 最佳原住民語專輯獎       | 泰武國小排灣古謠合唱團《唱一首好聽的歌》          | 提名 |
| 2008年 | 全國原住民木雕大賽         | 《誕生系列—期待》                                 | 首獎                     | 《誕生系列—期待》                                 | 獲獎 |
| 2012年 | 第23屆傳統暨藝術音樂金曲獎 | 泰武國小古謠傳唱隊《歌開始的地方》                | 最佳傳統音樂詮釋獎       | 泰武國小古謠傳唱隊《歌開始的地方》                | 獲獎 |
| 2012年 | 第23屆傳統暨藝術音樂金曲獎 | 泰武國小古謠傳唱隊《歌開始的地方》                | 最佳跨界音樂專輯獎       | 泰武國小古謠傳唱隊《歌開始的地方》                | 提名 |
| 2012年 | 第23屆傳統暨藝術音樂金曲獎 | 泰武國小古謠傳唱隊《歌開始的地方》                | 最佳專輯製作人獎         | 聶琳、吳金黛《歌開始的地方》                      | 提名 |
| 2012年 | 第23屆傳統暨藝術音樂金曲獎 | 泰武國小古謠傳唱隊《歌開始的地方》                | 最佳編曲人獎             | 范宗沛〈Lemayuz 為什麼〉                          | 提名 |
| 2012年 | 第23屆傳統暨藝術音樂金曲獎 | 泰武國小古謠傳唱隊《歌開始的地方》                | 最佳專輯包裝獎           | 鄭司維、黃慧甄《歌開始的地方》                    | 提名 |
| 2014年 | 第25屆流行音樂金曲獎       | 泰武古謠傳唱 Taiwu Ancient Ballads《歌·飛過群山》 | 最佳原住民語專輯獎       | 泰武古謠傳唱 Taiwu Ancient Ballads《歌·飛過群山》 | 獲獎 |
| 2014年 | 第25屆流行音樂金曲獎       | 泰武古謠傳唱 Taiwu Ancient Ballads《歌·飛過群山》 | 最佳演唱組合獎           | 泰武古謠傳唱 Taiwu Ancient Ballads《歌·飛過群山》 | 提名 |
| 2014年 | 第13屆美國獨立音樂獎       | 泰武古謠傳唱 Taiwu Ancient Ballads《歌·飛過群山》 | 最佳專輯包裝設計獎       | 《歌·飛過群山》                                   | 獲獎 |
| 2014年 | 第21屆東元獎               |                                                   | 人文/文化/音樂類         |                                                   | 獲獎 |
| 2014年 | 103年度教育部教學卓越獎    | 屏東縣泰武國民小學《排灣尋根‧泰武築夢》           | 金質獎                   | 屏東縣泰武國民小學《排灣尋根‧泰武築夢》           | 獲獎 |
| 2017年 | 106年教育部師鐸獎          |                                                   | 教育部師鐸獎             |                                                   | 獲獎 |
| 2022年 | 第57屆金鐘獎               | 《斯卡羅》                                        | 戲劇節目男主角獎         | 《斯卡羅》                                        | 提名 |
| 2023年 | 第34屆傳統暨藝術音樂金曲獎 |                                                   | 音樂類特別獎             |                                                   | 獲獎 |
| 2023年 | 第34屆傳統暨藝術音樂金曲獎 | 《誰在vuvu家唱歌》                                | 音樂類最佳跨界音樂專輯獎 | 《誰在vuvu家唱歌》                                | 獲獎 |
| 2023年 | 第34屆傳統暨藝術音樂金曲獎 | 《誰在vuvu家唱歌》                                | 音樂類最佳專輯製作人獎   | 吳金黛、謝漢揚《誰在vuvu家唱歌》                  | 提名 |

## 褒揚令
10月3日，屏東縣政府與風潮音樂、泰武古謠傳唱合作舉辦的「細雨灑落群山－查馬克．法拉屋樂追思音樂會」在屏東演藝廳演出，文化部次長蕭宗煌代表頒發總統褒揚令，由妻子謝恩祈代表接受。褒揚令全文如下：

臺灣原住民族文化教育工作者查馬克‧法拉屋樂，奇能高華，博暢軒舉。少歲優游國立臺東師範學院，投身杵音文化藝術團，礱砥淬勉，奮志振拔。卒業後出任屏東縣泰武國小教師、教導主任暨歌唱指導老師，編寫族群本位課程，厚實原住民教育內涵；採集部落歌舞曲調，籌組泰武古謠傳唱隊；弘宣排灣族手工技藝，潛心傳統木雕創作；應邀轉赴各國參演，映現原鄉樂音美學，陶甄薰沐，枌榆流詠；抱素懷材，赫然有聲。嗣以「排灣族石板屋」建築思維，規劃設計泰武幼兒園，踐履文化扎根理念；以「斜坡上的藝術節」活動平臺，形塑屏東知名品牌，引領觀光產業發展，要趣胸臆，時長旨遠。復於《斯卡羅》史詩戲劇中，詮釋鮮朗大股頭「卓杞篤」角色，扢揚臺灣原民生命力。曾獲頒全國原住民木雕大賽首獎暨教育部教學卓越獎、師鐸獎等殊榮，杏壇著績，清芬永挹。詎意令猷方興，迺以盛年驟逝，悼惜彌殷，應予明令褒揚，用彰遺徽。

總　　　統　蔡英文　　　　

行政院院長　蘇貞昌　　　　

## 外部連結
- 查馬克·法拉屋樂的Facebook專頁
- 查馬克·法拉屋樂的Instagram帳戶